# Cornettes de Bise
Cornettes de Bise este o arie protejată (sit de importanță comunitară — SCI) din Franța întinsă pe o suprafață de 1.548,4 ha, integral pe uscat.

## Localizare
Centrul sitului Cornettes de Bise este situat la coordonatele 46°19′15″N 6°47′03″E / 46.32083°N 6.78417°E.

## Înființare
Situl Cornettes de Bise a fost declarat arie specială de conservare în baza directivei 92/43 din 1992 referitoare la conservarea habitatelor naturale și a faunei și florei sălbatice pentru a proteja 3 specii de plante și 5 specii de animale.

## Biodiversitate
Situată în ecoregiunea alpină, aria protejată conține 15 habitate naturale: Pajiști alpine și boreale, Fânețe montane, Pante stâncoase calcaroase cu vegetație casmofită, Păduri acidofile de Picea de la nivel montan la nivel alpin (Vaccinio-Piceetea), Pajiști alpine și subalpine calcaroase, Turbării active, Ape puternic oligomezotrofe cu vegetație bentonică cu Chara spp., Grohotișuri calcaroase și de șisturi calcaroase de la nivelul montan până la nivelul alpin (Thlaspietea rotundifolii), Grohotișuri termofile și vest-mediteraneene, Mlaștini alcaline, Mlaștini turboase de tranziție și turbării mișcătoare, Păduri de fag Asperulo-Fagetum, Liziere de ierburi înalte hidrofile de câmpie și de nivel montan până la alpin, Păduri de fag Luzulo-Fagetum, Păduri montane și subalpine de Pinus uncinata (* dezvoltate pe substrat gipsos sau calcaros).
La baza desemnării sitului se află mai multe specii protejate:
- plante (3): Eryngium alpinum, Buxbaumia viridis, papucul doamnei (Cypripedium calceolus)
- mamifere (4): liliac cărămiziu (Myotis emarginatus), râs eurasiatic (Lynx lynx), liliac cârn (Barbastella barbastellus), liliac comun (Myotis myotis)
- nevertebrate (1): fluturele auriu (Euphydryas aurinia)

Pe lângă speciile protejate, pe teritoriul sitului au mai fost identificate 18 specii de păsări.